# Full-Reuenthal
Pour les articles homonymes, voir Full.
Full-Reuenthal est une commune suisse du canton d'Argovie, située dans le district de Zurzach.

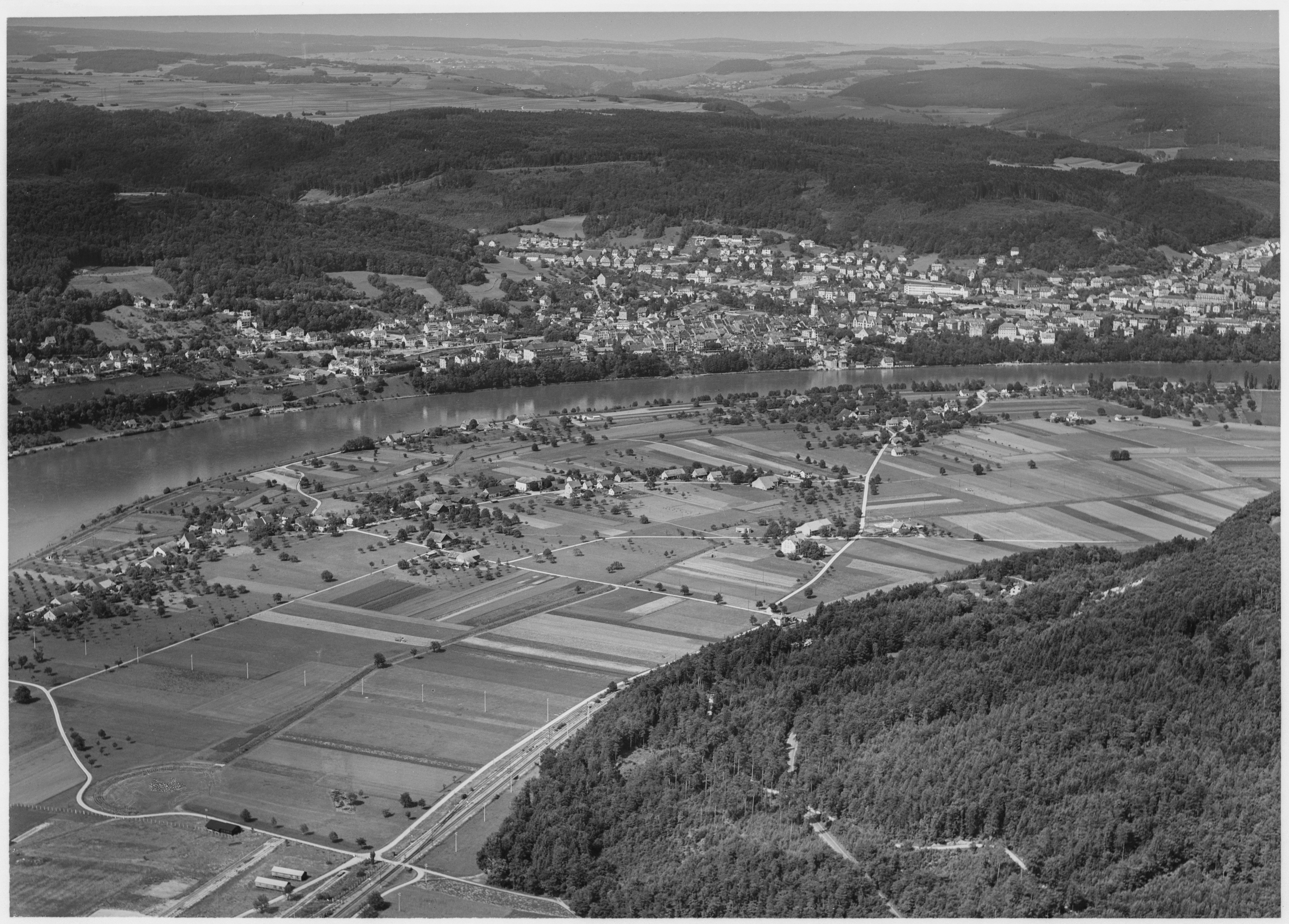
Vue aérienne (1953).